# Honschaft Hackhausen
Die Honschaft Hackhausen war im Mittelalter und der Neuzeit eine Honschaft im Kirchspiel und Gerichtsbezirk Solingen innerhalb des bergischen Amts Solingen.
Nach Ende der französischen Besetzung zu Beginn des 19. Jahrhunderts und Auflösung des Großherzogtums Berg 1815 wurde die Honschaft Hackhausen – unter Beibehaltung der von den Franzosen durchgeführten kommunalen Neugliederung des Herzogtums – schließlich als Landgemeinde dem Kreis Solingen des Regierungsbezirks Düsseldorf innerhalb der preußischen Rheinprovinz zugeordnet und war damit bis in das 19. Jahrhundert eine der untersten bergischen Verwaltungseinheiten.
Die Honschaft war nicht territorial geschlossen. Neben dem Kerngebiet um das Schloß Hackhausen zählten verwaltungsrechtlich weitere Höfe wie Loch, Höhe und Lochskotten zur Honschaft, die im Bereich anderer Honschaften lagen. Dazu zählten auch Teile von Schlicken, Brühl und Klenersberg.
Laut der Topographisch-statistischen Beschreibung der Königlich Preußischen Rheinprovinz gehörten zu der Honschaft 1830 folgende Ortschaften und Wohnplätze (originale Schreibweise): Hackhauserhöhe, Schloss Hackhausen und Haus Bodlenberg.
Um 1830 wurden das Kerngebiet der Honschaft Ruppelrath und die anderen verteilten Wohnplätze den benachbarten Honschaften zugeordnet und sie trat als eigene Verwaltungseinheit nicht mehr in Erscheinung.